# 黃佐 (成化舉人)
黃佐（15世紀—16世紀），字希顏，廣東廣州府新會縣人，明朝政治人物。

## 生平
黃佐跟隨陳獻章學習，擅長詩文，是成化十九年（1483年）癸卯科廣東鄉試舉人，弘治十二年（1499年）授廣西太平府推官，陳獻章在他赴鄉試時贈詩：「北風雨如注，是底別離時，黃色眉端動，青雲足下馳，兒童酣世蒙，國士醒心期，去去江流疾，還君一贈詩。」到他就任太平府推官時再贈詩：「有官五馬後，無官百揆前，不將前後看，須著有無言。」

## 引用
1. 1 2  道光《新會縣志·卷八·人物上》：黃佐，字希顏，邑人，從陳獻章游，工詩文，成化十九年舉於鄉，仕廣西太平府推官，獻章贈希顏春試詩云：「北風雨如注，是底別離時，黃色眉端動，青雲足下馳，兒童酣世蒙，國士醒心期，去去江流疾，還君一贈詩。」又贈之太平推官，詩云：「有官五馬後，無官百揆前，不將前後看，須著有無言。」 《白沙弟子傳》